# Iron Butterfly: Original Album Series
Iron Butterfly: Original Album Series è il quarto box-set del gruppo musicale Iron Butterfly pubblicato nel 2016 dalle etichette Rhino, Warner Music e Atco.

## Dischi
- 1968 - Heavy
- 1968 - In-A-Gadda-Da-Vida
- 1969 - Ball
- 1970 - Live
- 1970 - Metamorphosis